# Верёвкин, Александр Матвеевич
Александр Матвеевич Верёвкин (ок. 1750— ок. 1810) — глава Курской (1799—1803) и Архангельской (1803-04) губерний.

## Биография
Вероятно, сын Матвея Афтионовича Верёвкина, потомок усманского воеводы XVII в. Кирилла Дмитриевича Верёвкина.
С 1764 состоял на военной службе в артиллерии, дослужился до майорского чина.
В 1784 председатель Курского губернского магистрата. В 1785—1796 советник Казенной палаты Курского наместничества. С 1795 коллежский советник.
В 1797—1799 вице-губернатор, а с 13 июня 1799 года до 18 августа 1803 года Курский губернатор. Запомнился тем, что в 1802 открыл в Щиграх народное училище. Из Курска переведен в Архангельск, где был гражданским губернатором с 18 августа 1803 года по 19 июля 1804 года.
Действительный статский советник (12 июля 1800 г.), Награждён орденом Святой Анны 1 степени.
После выхода в отставку жил в Курске.